# Георге Пушкаш
Георге Александру Пушкаш (рум. George Alexandru Pușcaș, нар. 8 квітня 1996, Маргіта, Румунія) — румунський футболіст, нападник турецького клубу «Бодрум» і національної збірної Румунії.

## Клубна кар'єра
У дорослому футболі дебютував 2012 року виступами за команду клубу «Бігор», в якій провів один сезон, взявши участь у 13 матчах чемпіонату. 
Своєю грою за цю команду привернув увагу представників тренерського штабу клубу «Інтернаціонале», з яким 2015 року уклав контракт. Не маючи шансів пробитися до основи міланської команди, був відразу ж відданий в оренду до друголігового «Барі», де провів наступний рік своєї кар'єри гравця. 
Згодом, також на орендних умовах, захищав кольори «Беневенто» і «Новару».
Влітку 2018 року став гравцем «Палермо», з яким уклав чотирирічний контракт. Утім вже за рік, у серпні 2019, перебрався до Англії, перейшовши за 8 мільйонів євро до представника Чемпіонату Футбольної ліги «Редінга». Після двох з половиною років виступів в Англії на початку 2022 року повернувся до Італії, приєднавшись на умовах піврічної оренди до друголігової «Пізи». У серпні того ж року був орендований клубом «Дженоа».

## Виступи за збірні
2011 року дебютував у складі юнацької збірної Румунії, взяв участь у 14 іграх на юнацькому рівні, відзначившись 5 забитими голами.
Протягом 2014–2019 років залучався до складу молодіжної збірної Румунії, за яку провів 25 матчів і забив 18 голів, ставши найкращим бомбардиром в історії румунської «молодіжки».
31 травня 2018 року дебютував в офіційних матчах за національну збірну Румунії.

## Статистика виступів

### Статистика клубних виступів
Станом на 9 вересня 2022 року
| Сезон                 | Команда               | Чемпіонат             | Чемпіонат | Чемпіонат | Національний кубок | Національний кубок | Національний кубок | Континентальні кубки | Континентальні кубки | Континентальні кубки | Інші змагання | Інші змагання | Інші змагання | Усього | Усього |
| Сезон                 | Команда               | Ліга                  | Ігор      | Голів     | Ліга               | Ігор               | Голів              | Ліга                 | Ігор                 | Голів                | Ліга          | Ігор          | Голів         | Ігор   | Голів  |
| --------------------- | --------------------- | --------------------- | --------- | --------- | ------------------ | ------------------ | ------------------ | -------------------- | -------------------- | -------------------- | ------------- | ------------- | ------------- | ------ | ------ |
| 2012–13               | «Бігор»               | Ліга II               | 13        | 2         | КР                 | 0                  | 0                  | -                    | -                    | -                    | -             | -             | -             | 13     | 2      |
| 2014–15               | «Інтернаціонале»      | A                     | 4         | 0         | КІ                 | 2                  | 0                  | ЛЄ                   | 1                    | 0                    | -             | -             | -             | 7      | 0      |
| 2015–16               | «Барі»                | B                     | 16+1      | 4+1       | КІ                 | 1                  | 0                  | -                    | -                    | -                    | -             | -             | -             | 18     | 5      |
| 2016–17               | «Беневенто»           | B                     | 17+4      | 4+3       | КІ                 | 1                  | 0                  | -                    | -                    | -                    | -             | -             | -             | 22     | 7      |
| 2017-січ. 2018        | «Беневенто»           | A                     | 11        | 1         | КІ                 | 1                  | 0                  | -                    | -                    | -                    | -             | -             | -             | 12     | 1      |
| Усього за «Беневенто» | Усього за «Беневенто» | Усього за «Беневенто» | ?4        | 5+3       |                    | 2                  | 0                  |                      | -                    | -                    |               | -             | -             | 34     | 8      |
| січ.-черв. 2018       | «Новара»              | B                     | 19        | 9         | КІ                 | 0                  | 0                  | -                    | -                    | -                    | -             | -             | -             | 19     | 9      |
| 2018–19               | «Палермо»             | B                     | 33        | 9         | КІ                 | 0                  | 0                  | -                    | -                    | -                    | -             | -             | -             | 33     | 9      |
| 2019–20               | «Редінг»              | ЧФЛ                   | 38        | 12        | КА+КЛ              | 2+2                | 1+1                | -                    | -                    | -                    | -             | -             | -             | 42     | 14     |
| 2020–21               | «Редінг»              | ЧФЛ                   | 21        | 4         | КА+КЛ              | 0+1                | 0                  | -                    | -                    | -                    | -             | -             | -             | 22     | 4      |
| 2021-січ. 2022        | «Редінг»              | ЧФЛ                   | 25        | 1         | КА+КЛ              | 1+1                | 1+0                | -                    | -                    | -                    | -             | -             | -             | 27     | 2      |
| січ.-черв. 2022       | «Піза»                | B                     | 18+4      | 8+0       | КІ                 | 0                  | 0                  | -                    | -                    | -                    | -             | -             | -             | 22     | 8      |
| серп. 2022            | «Редінг»              | ЧФЛ                   | 0         | 0         | КА+КЛ              | 0                  | 0                  | -                    | -                    | -                    | -             | -             | -             | 0      | 0      |
| Усього за «Редінг»    | Усього за «Редінг»    | Усього за «Редінг»    | 84        | 17        |                    | 7                  | 2                  |                      | -                    | -                    |               | -             | -             | 91     | 20     |
| серп. 2022–23         | «Дженоа»              | B                     | 1         | 0         | КІ                 | 0                  | 0                  | -                    | -                    | -                    | -             | -             | -             | 1      | 0      |
| Усього за кар'єру     | Усього за кар'єру     | Усього за кар'єру     | 210       | 51        |                    | 12                 | 3                  |                      | 1                    | 0                    |               | -             | -             | 223    | 54     |

### Статистика виступів за збірну
Станом на 20 листопада 2022 року
| Дата       | Місто       | Господарі            | Результат | Гості                | Турнір                               | Голи | Примітки |
| ---------- | ----------- | -------------------- | --------- | -------------------- | ------------------------------------ | ---- | -------- |
| 31-5-2018  | Ґрац        | Румунія              | 3 – 2     | Чилі                 | товариський матч                     | -    | 74'      |
| 5-6-2018   | Плоєшті     | Румунія              | 2 – 0     | Фінляндія            | товариський матч                     | -    | 62'      |
| 17-11-2018 | Плоєшті     | Румунія              | 3 – 0     | Литва                | Ліга націй УЄФА 2018-2019 - 1-й етап | 1    | 35'      |
| 20-11-2018 | Подгориця   | Чорногорія           | 0 – 1     | Румунія              | Ліга націй УЄФА 2018-2019 - 1-й етап | -    | 74'      |
| 23-3-2019  | Стокгольм   | Швеція               | 2 – 1     | Румунія              | Відбір до ЧЄ 2020                    | -    | 64'      |
| 26-3-2019  | Клуж-Напока | Румунія              | 4 – 1     | Фарерські острови    | Відбір до ЧЄ 2020                    | 1    |          |
| 7-6-2019   | Осло        | Норвегія             | 2 – 2     | Румунія              | Відбір до ЧЄ 2020                    | -    | 60'      |
| 10-6-2019  | Та-Калі     | Мальта               | 0 – 4     | Румунія              | Відбір до ЧЄ 2020                    | 2    |          |
| 5-9-2019   | Бухарест    | Румунія              | 1 – 2     | Іспанія              | Відбір до ЧЄ 2020                    | -    |          |
| 8-9-2019   | Плоєшті     | Румунія              | 1 – 0     | Мальта               | Відбір до ЧЄ 2020                    | 1    | 76'      |
| 12-10-2019 | Торсгавн    | Фарерські острови    | 0 – 3     | Румунія              | Відбір до ЧЄ 2020                    | 1    |          |
| 15-10-2019 | Бухарест    | Румунія              | 1 – 1     | Норвегія             | Відбір до ЧЄ 2020                    | -    | 63'      |
| 15-11-2019 | Бухарест    | Румунія              | 0 – 2     | Швеція               | Відбір до ЧЄ 2020                    | -    |          |
| 18-11-2019 | Мадрид      | Іспанія              | 5 – 0     | Румунія              | Відбір до ЧЄ 2020                    | -    |          |
| 4-9-2020   | Бухарест    | Румунія              | 1 – 1     | Північна Ірландія    | Ліга націй УЄФА 2020-2021 - 1-й етап | 1    |          |
| 7-9-2020   | Відень      | Австрія              | 2 – 3     | Румунія              | Ліга націй УЄФА 2020-2021 - 1-й етап | -    | 68'      |
| 8-10-2020  | Рейк'явік   | Ісландія             | 2 – 1     | Румунія              | Відбір до ЧЄ 2020                    | -    | 46'      |
| 11-10-2020 | Осло        | Норвегія             | 4 – 0     | Румунія              | Ліга націй УЄФА 2020-2021 - 1-й етап | -    | 64'      |
| 14-10-2020 | Плоєшті     | Румунія              | 0 – 1     | Австрія              | Ліга націй УЄФА 2020-2021 - 1-й етап | -    | 83'      |
| 11-11-2020 | Плоєшті     | Румунія              | 5 – 3     | Білорусь             | товариський матч                     | 1    | 58'      |
| 25-3-2021  | Бухарест    | Румунія              | 3 – 2     | Північна Македонія   | Відбір до ЧС 2022                    | -    | 63'      |
| 28-3-2021  | Бухарест    | Румунія              | 0 – 1     | Німеччина            | Відбір до ЧС 2022                    | -    | 65'      |
| 31-3-2021  | Єреван      | Вірменія             | 3 – 2     | Румунія              | Відбір до ЧС 2022                    | -    | 41' 78'  |
| 8-10-2021  | Гамбург     | Німеччина            | 2 – 1     | Румунія              | Відбір до ЧС 2022                    | -    | 80' 82'  |
| 11-11-2021 | Бухарест    | Румунія              | 0 – 0     | Ісландія             | Відбір до ЧС 2022                    | -    | 86'      |
| 14-11-2021 | Вадуц       | Ліхтенштейн          | 0 – 2     | Румунія              | Відбір до ЧС 2022                    | -    | 63'      |
| 25-3-2022  | Бухарест    | Румунія              | 0 – 1     | Греція               | товариський матч                     | -    | 61'      |
| 7-6-2022   | Зениця      | Боснія і Герцеговина | 1 – 0     | Румунія              | Ліга націй УЄФА 2022-2023 - 1-й етап | -    | 74'      |
| 10-6-2022  | Новий Сад   | Білорусь             | 1 – 1     | Казахстан            | Ліга націй УЄФА 2022-2023 - 1-й етап | -    | 60'      |
| 14-6-2022  | Бухарест    | Румунія              | 0 – 3     | Чорногорія           | Ліга націй УЄФА 2022-2023 - 1-й етап | -    |          |
| 23-9-2022  | Гельсінкі   | Фінляндія            | 1 – 1     | Румунія              | Ліга націй УЄФА 2022-2023 - 1-й етап | -    | 66'      |
| 26-9-2022  | Бухарест    | Румунія              | 4 – 1     | Боснія і Герцеговина | Ліга націй УЄФА 2022-2023 - 1-й етап | 2    | 64'      |
| 17-11-2022 | Клуж-Напока | Румунія              | 1 – 2     | Словенія             | товариський матч                     | -    |          |
| 20-11-2022 | Кишинів     | Молдова              | 0 – 5     | Румунія              | товариський матч                     | -    | 70'      |
| Усього     |             | Матчів               | 34        |                      | Голів                                | 10   |          |

| Дата       | Місто               | Господарі            | Результат | Гості       | Турнір                             | Голи | Примітки |
| ---------- | ------------------- | -------------------- | --------- | ----------- | ---------------------------------- | ---- | -------- |
| 13-8-2014  | Плоєшті             | Румунія              | 2 – 1     | Італія      | Товариський матч                   | 1    | 73'      |
| 4-9-2014   | Бухарест            | Румунія              | 4 – 3     | Чорногорія  | Кваліфікація молодіжного Євро-2015 | 1    |          |
| 9-9-2014   | Магдебург           | Німеччина            | 8 – 0     | Румунія     | Кваліфікація молодіжного Євро-2015 | -    |          |
| 26-3-2015  | Тиргу-Муреш         | Румунія              | 3 – 0     | Ісландія    | Товариський матч                   | 2    | 72'      |
| 31-3-2015  | Тиргу-Муреш         | Румунія              | 1 – 0     | Кіпр        | Товариський матч                   | -    |          |
| 16-6-2015  | Тиргу-Муреш         | Румунія              | 3 – 0     | Вірменія    | Кваліфікація молодіжного Євро-2017 | 1    |          |
| 4-9-2015   | Тиргу-Муреш         | Румунія              | 0 – 2     | Болгарія    | Кваліфікація молодіжного Євро-2017 | -    |          |
| 8-9-2015   | Єреван              | Вірменія             | 2 – 3     | Румунія     | Кваліфікація молодіжного Євро-2017 | 1    | 62'      |
| 9-10-2015  | Діфферданж (комуна) | Люксембург           | 0 – 1     | Румунія     | Кваліфікація молодіжного Євро-2017 | 1    |          |
| 13-11-2015 | Джурджу (місто)     | Румунія              | 0 – 3     | Данія       | Кваліфікація молодіжного Євро-2017 | -    | 64'      |
| 17-11-2015 | Рексем              | Уельс                | 1 – 1     | Румунія     | Кваліфікація молодіжного Євро-2017 | -    |          |
| 29-03-2016 | Медіаш              | Румунія              | 2 – 1     | Уельс       | Кваліфікація молодіжного Євро-2017 | -    |          |
| 2-09-2016  | Медіаш              | Румунія              | 4 – 0     | Люксембург  | Кваліфікація молодіжного Євро-2017 | -    |          |
| 13-06-2017 | Ешен (Ліхтенштейн)  | Ліхтенштейн          | 0 – 2     | Румунія     | Кваліфікація молодіжного Євро-2019 | 2    |          |
| 1-9-2017   | Зениця              | Боснія і Герцеговина | 1 – 3     | Румунія     | Кваліфікація молодіжного Євро-2019 | 1    |          |
| 5-9-2017   | Овідіу              | Румунія              | 1 – 1     | Швейцарія   | Кваліфікація молодіжного Євро-2019 | 1    |          |
| 6-10-2017  | Лугано              | Швейцарія            | 0 – 2     | Румунія     | Кваліфікація молодіжного Євро-2019 | -    | 88'      |
| 10-11-2017 | Овідіу              | Румунія              | 1 – 1     | Португалія  | Кваліфікація молодіжного Євро-2019 | -    |          |
| 14-11-2017 | Бангор              | Уельс                | 0 – 0     | Румунія     | Кваліфікація молодіжного Євро-2019 | -    | 81'      |
| 12-10-2018 | Клуж-Напока         | Румунія              | 2 – 0     | Уельс       | Кваліфікація молодіжного Євро-2019 | 1    | 66'      |
| 16-10-2018 | Плоєшті             | Румунія              | 4 – 0     | Ліхтенштейн | Кваліфікація молодіжного Євро-2019 | 2    |          |
| 18-6-2019  | Серравалле          | Румунія              | 4 – 1     | Хорватія    | Молодіжне Євро-2019 - 1-й етап     | 1    | 89'      |
| 21-6-2019  | Чезена              | Англія               | 2 – 4     | Румунія     | Молодіжне Євро-2019 - 1-й етап     | 1    | 77'      |
| 24-6-2019  | Чезена              | Франція              | 0 – 0     | Румунія     | Молодіжне Євро-2019 - 1-й етап     | -    | 82'      |
| 27-6-2019  | Болонья             | Німеччина            | 4 – 2     | Румунія     | Молодіжне Євро-2019 - півфінал     | 2    | 87'      |
| Усього     |                     | Матчів               | 25        |             | Голів (1 місце)                    | 18   |          |